# ミュニシパリティ・オブ・ウラーラ
ミュニシパリティ・オブ・ウラーラ (Municipality of Woollahra) は、オーストラリア・ニューサウスウェールズ州の地方公共団体。

## 概要
シドニーCBDの東5kmに位置している。リアス式海岸の上に街が展開しているため、急な坂が多い地形である。シドニーで最も平均所得が高い地域であり、ダブル・ベイやベルヴュー・ヒルには豪壮な邸宅が建ち並ぶ。
サーキュラー・キーからのフェリーは、ダブル・ベイ 行きとワトソンズ・ベイ行きがある。鉄道はエッジクリフ駅が最寄り駅となるが、ボンダイ・ジャンクション駅も比較的近い。
19世紀の植民地獲得競争におけるイギリス、フランス両国の対立を背景に、湾口部のワトソンズ・ベイには砲台が設置され、シドニー防衛の拠点であった歴史を持つ。タスマン海を望むこの地区は、シドニー・ハーバー国立公園（en、1975年設立）として、現在整備されている。

## 構成サバーブ
ミュニシパリティ・オブ・ウラーラは、以下のサバーブで構成されている。
- ベルヴュー・ヒル（Bellevue Hill）
- ダーリン・ポイント（Darling Point）
- ダブル・ベイ（Double Bay）
- エッジクリフ（Edgecliff）
- パディントン（Paddington）
- ポイント・パイパー（Point Piper）
- ローズ・ベイ（Rose Bay）
- ヴォークルーズ（Vaucluse）
- ワトソンズ・ベイ（Watsons Bay）
- ウラーラ（Woollahra）

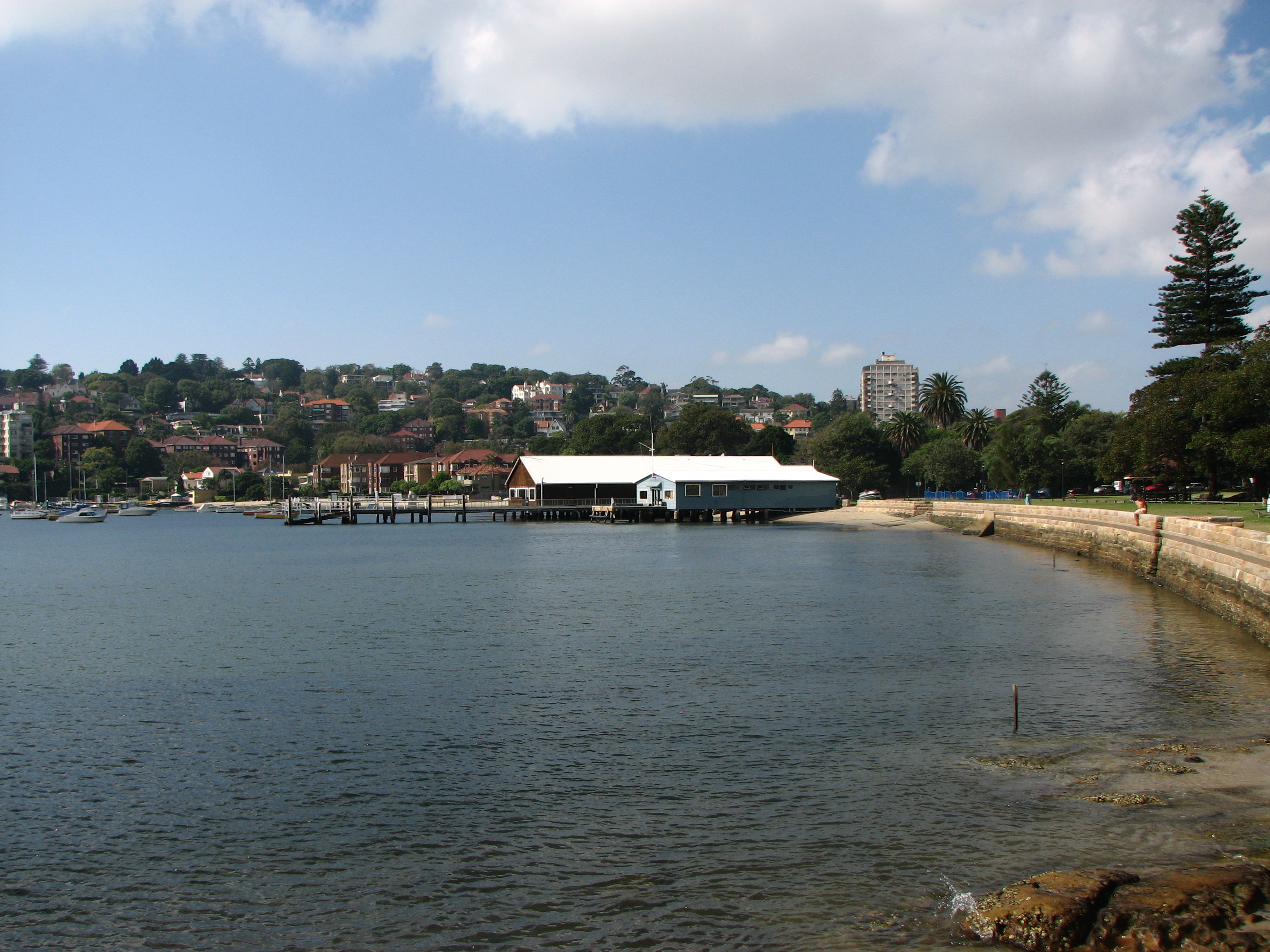
ダブル・ベイ
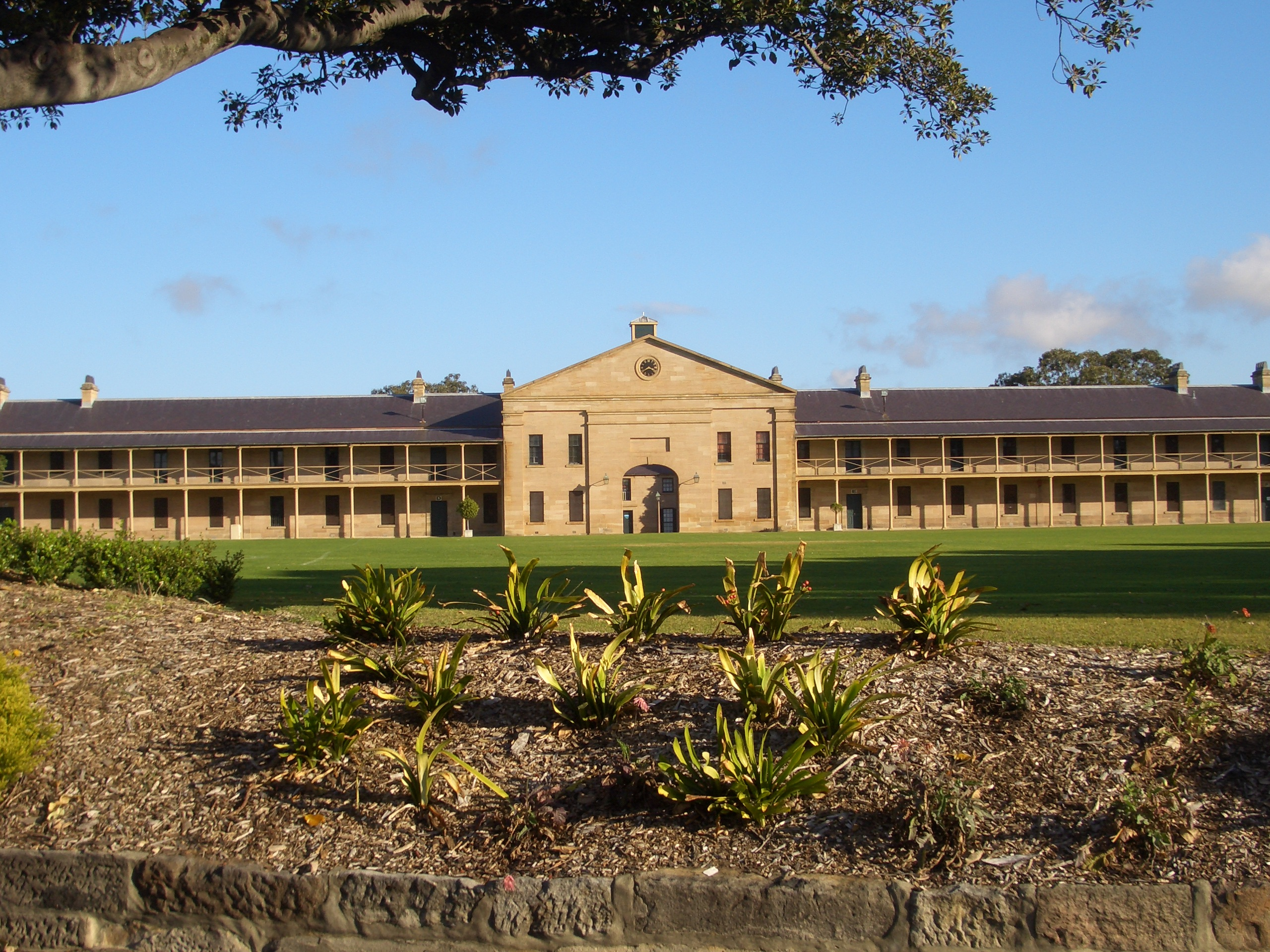
パディントンにあるヴィクトリア・バラックス（en）
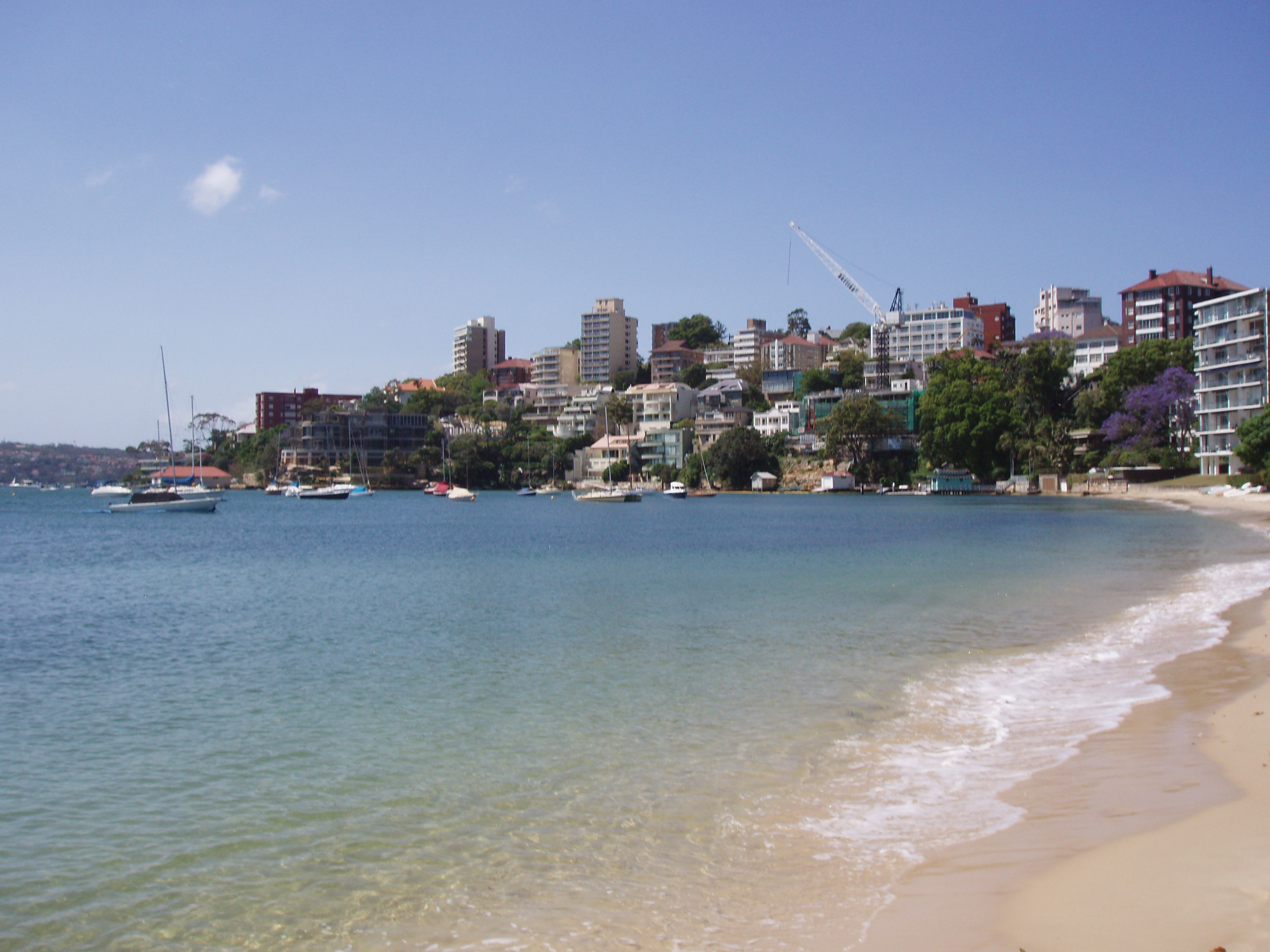
ポイント・パイパー
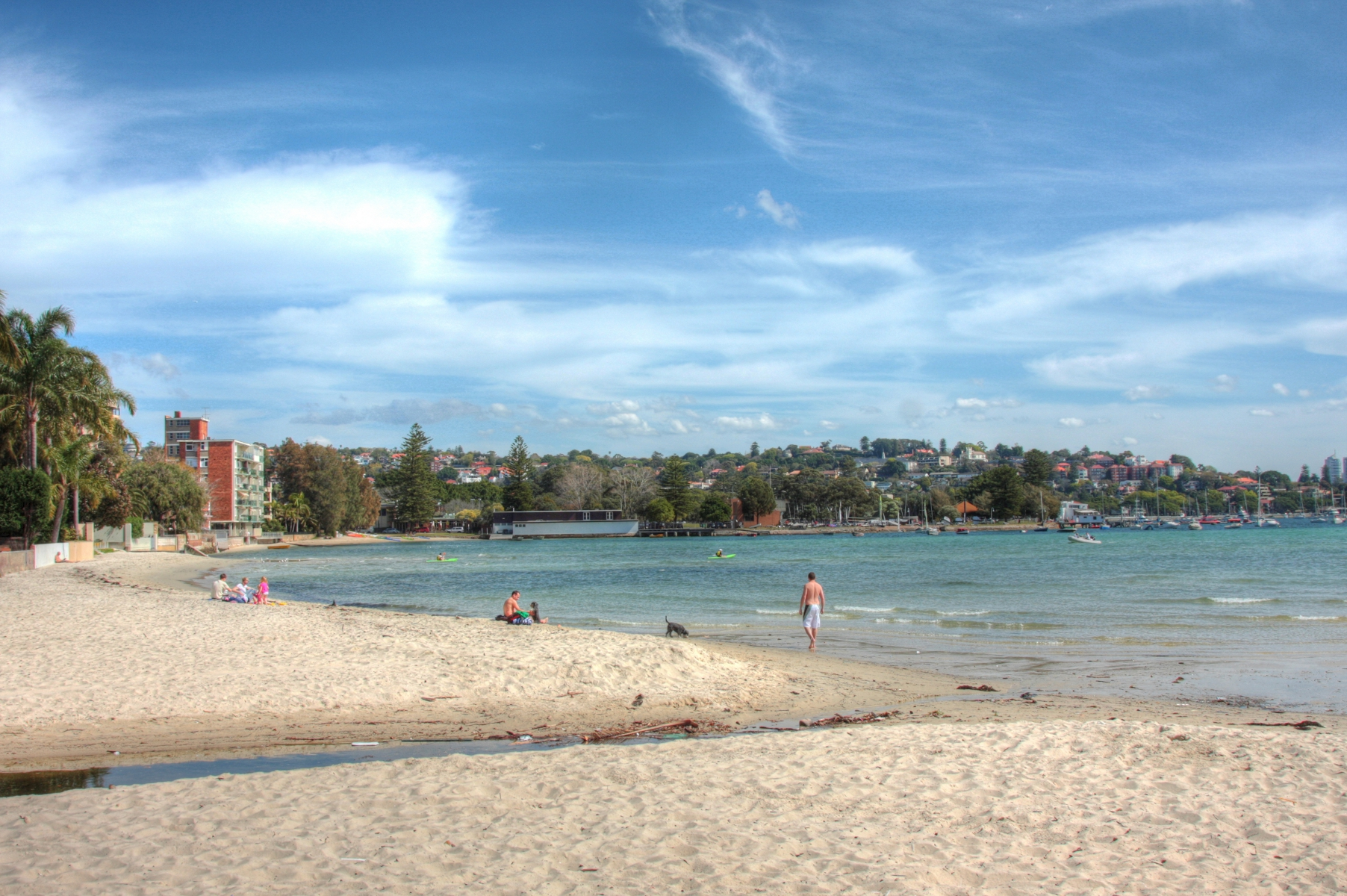
ローズ・ベイ
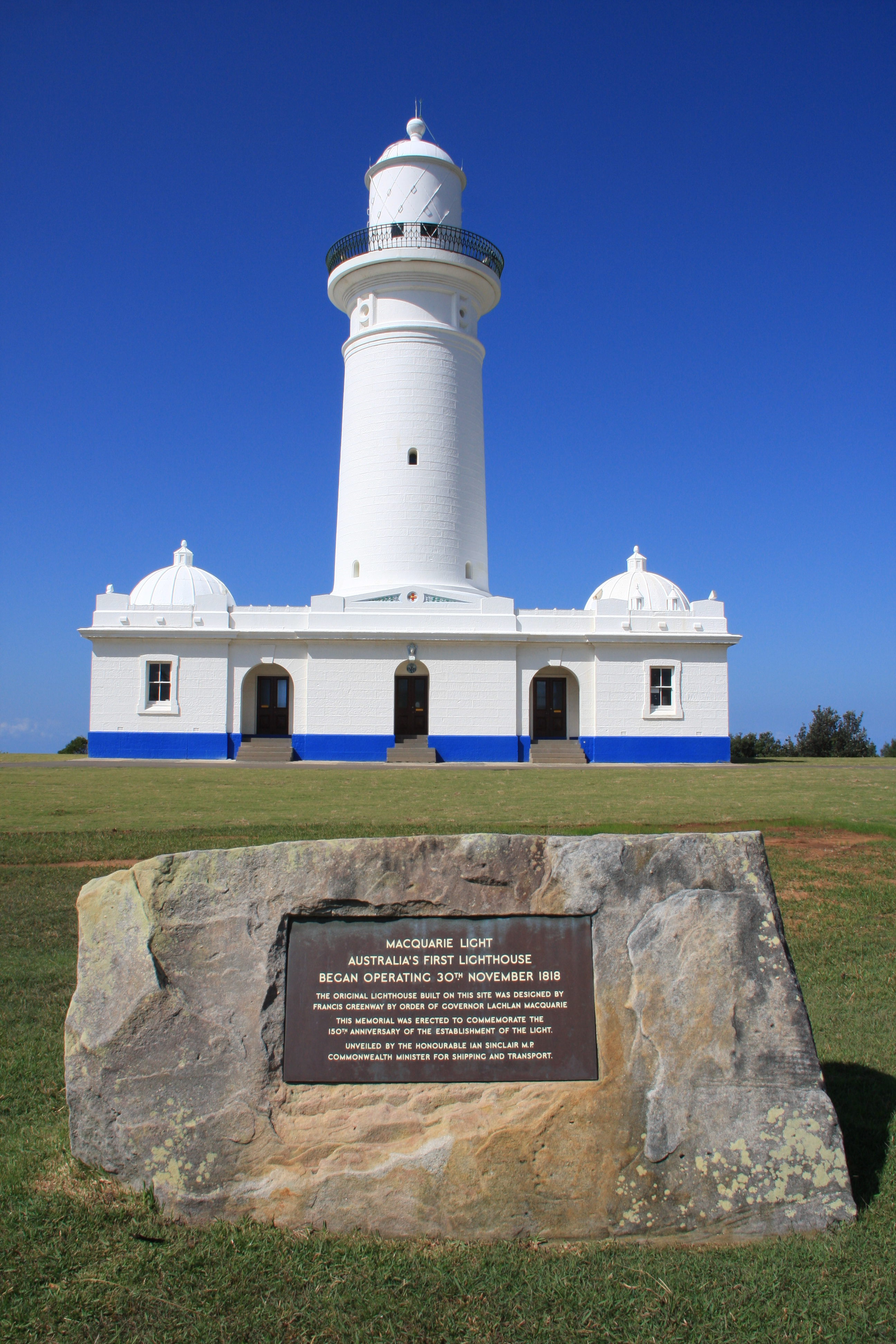
ヴォークルーズにあるマッコーリー灯台
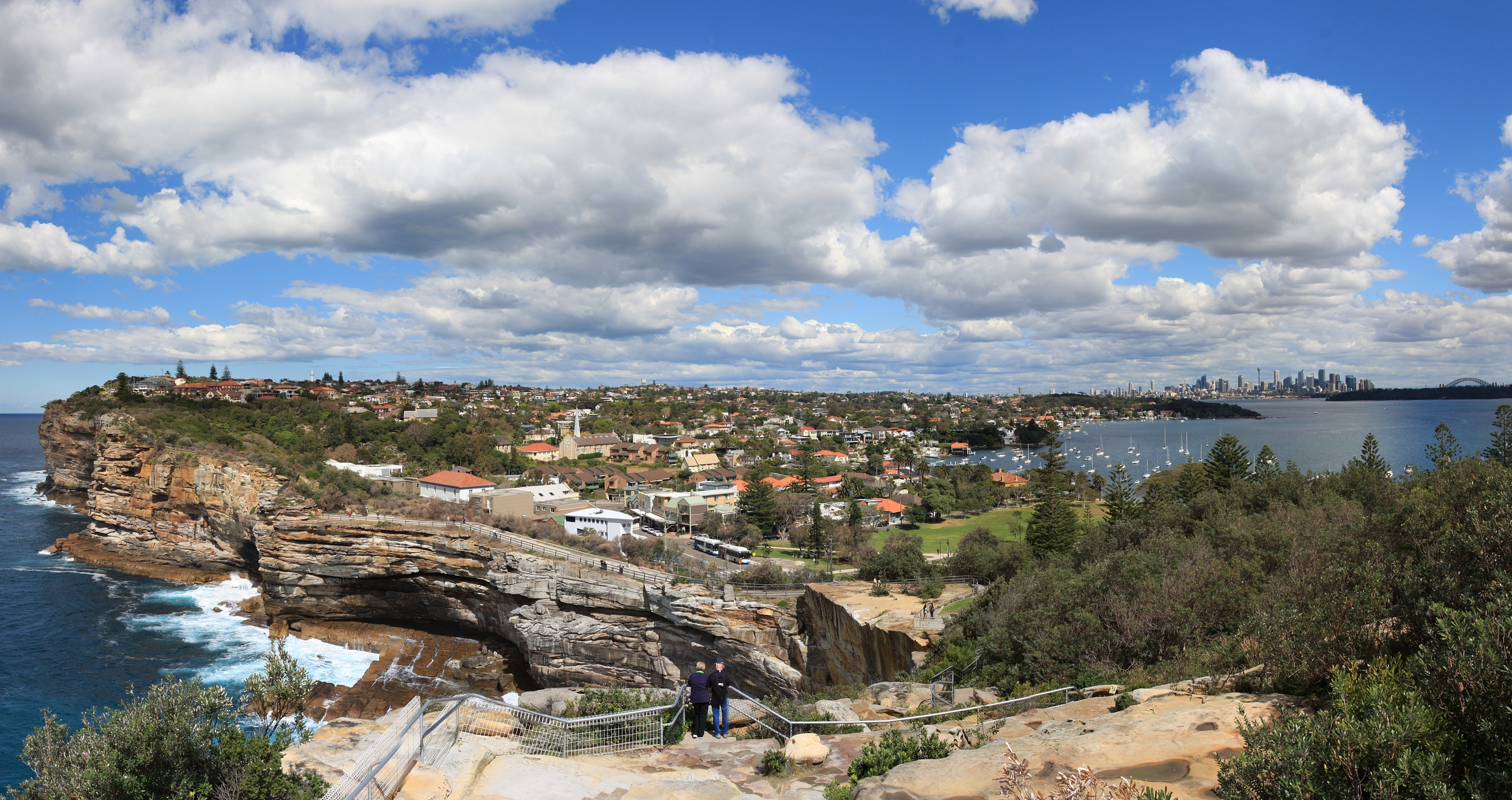
ワトソンズ・ベイのサウス・ヘッド

## 歴史
ウラーラ（Woollahra）の地名は、アボリジニの言語で、「キャンプ」や「集会所」と言った意味であると考えられている。
この地域で最初に住民が定住したのは、シドニー湾に最初のヨーロッパ人が上陸した2年後の1790年のことである。その後、周辺の土地が付与あるいは購入と言う形で、白人の手に渡った。
1859年、ダーリン・ポイント、パディントン、ワトソンズ・ベイに住む144人の署名を載せた市制施行の請願書が提出され、反対も無かったことから、1860年4月17日、ウラーラは地方公共団体となった。1947年、ウラーラから現在の位置に市役所が移転した。
ウラーラ、ダブル・ベイ、パディントンをのぞき、この地域は、産業が育たず、もっぱら、住宅街として、街は発展していったが、1960年代には、パディントン、ウラーラにもジェントリフィケーションの波が襲った。
この地域には、世界中から多くの意味が移住してきた。華人系の住民は、1880年代に、ダブル・ベイやローズ・ベイに中国式庭園を建設し、19世紀に移住したポルトガル系の捕鯨業者は、教会を建築したことで知られる。第二次世界大戦以降、ダブル・ベイを中心に多くのヨーロッパ人が移住してきたことから、街の容貌の変化に大きな影響を与えた。

## 議会
ミュニシパリティ・オブ・ウラーラの議会は、15人によって構成される。任期は4年。選挙区は5つで、それぞれの選挙区から3人の議員が選出される。最新の議会選挙は、2012年9月8日に実施された。議席は、オーストラリア労働党9議席、市民会派のResidents First Woollahraが5議席、オーストラリア緑の党が1議席を獲得した。市長は、議会選挙後の最初の議会で15人の議員の中から選出される。市長は、オーストラリア労働党のAndrew Petrie。